# 연만희
연만희(1930년 ~ 2024년 7월 16일)은 대한민국의 기업인이다.

## 학력
- 고려대학교

## 약력
- 유한양행

## 생애
1930년 황해도 연백에서 출생했는데 1955년 고려대학교 경제학과를 졸업했다.
1961년 유한양행에 입사했고 1988년부터 1993년까지 대표이사, 1993년부터 1996년까지 유일한에 이은 제2대 회장을 역임했다. 친인척을 경영에서 배제하는 유일한의 철학을 그대로 지켰을 뿐 아니라 사장직은 한 번의 연임만 허용하고 임기를 6년으로 제한하는 등 소유와 경영을 분리하는 전문경영인 시스템을 확립했다.
사회 환원에도 앞장서 1994년부터 유한양행 주식을 포함한 수억 원의 장학금을 모교 고려대에 기부했으며, 경영 일선에서 물러난 뒤에도 유한재단 이사장과 유한양행 고문으로 활동하며 2021년 퇴임할 때까지 60년을 유한양행에 몸담았다.
2012년 한국경영인협회가 선정한 '가장 존경받는 기업인상'을 수상했으며, 2018년에는 '대한민국 기업보국대장'에서 첫 번째 헌정 기업인으로 선정되었다.
자녀로 연태경 전 현대자동차 홍보팀 이사, 연태준 홈플러스 부사장, 연태옥 등 2남 1녀가 있다.